# Середземноморські ігри 1979
43°31′ пн. ш. 16°26′ сх. д. / 43.51° пн. ш. 16.44° сх. д.
Середземноморські ігри 1979 року — 8-ий розіграш Середземноморських ігор, що проходив у місті Спліт (Югославія) з 15 по 29 вересня 1979 року. У змаганнях взяло участь 2 408 атлетів (2 009 чоловіків і 399 жінок) з 14 країн. Загалом було розіграно 192 комплектів нагород у 26 різних видах спорту.
Офіційне відкриття ігор відбулося 15 вересня 1979 року у Спліті. Ігри відкрив Генеральний секретар СКЮ Йосип Броз Тіто. Маскотом змагань став середземноморський тюлень на ім'я Адріяна.

## Учасники
- Алжир (136 учасників)
- Єгипет (205 учасників)
- Франція (287 учасників)
- Греція (195 учасників)
- Італія (368 учасників)
- Ліван (13 учасників)
- Мальта (68 учасників)
- Монако (5 учасників)
- Марокко (106 учасників)
- Іспанія (263 учасники)
- Сирія (11 учасників)
- Туніс (154 учасників)
- Туреччина (188 учасників)
- Югославія (409 учасників)

## Медальний залік
*   Країна-господарка (Югославія)
| Місце               | Країна              | Золото | Срібло | Бронза | Загалом |
| ------------------- | ------------------- | ------ | ------ | ------ | ------- |
| 1                   | Югославія*          | 56     | 38     | 33     | 127     |
| 2                   | Франція             | 55     | 40     | 34     | 129     |
| 3                   | Італія              | 49     | 63     | 47     | 159     |
| 4                   | Іспанія             | 16     | 20     | 32     | 68      |
| 5                   | Греція              | 7      | 10     | 13     | 30      |
| 6                   | Туреччина           | 5      | 5      | 14     | 24      |
| 7                   | Єгипет              | 3      | 9      | 10     | 22      |
| 8                   | Алжир               | 1      | 5      | 10     | 16      |
| 9                   | Туніс               | 1      | 2      | 9      | 12      |
| 10                  | Ліван               | 1      | 1      | 0      | 2       |
| 11                  | Сирія               | 1      | 0      | 0      | 1       |
| 12                  | Марокко             | 0      | 2      | 3      | 5       |
| Загалом (12 збірні) | Загалом (12 збірні) | 195    | 195    | 205    | 595     |